# Värnfåglar
Värnfåglar (Anhimidae) är en liten fågelfamilj som förekommer i Sydamerika. Länge ansågs de vara besläktade med hönsfåglar (Galliformes), men istället är de en del av ordningen andfåglarna (Anseriformes).

## Utbredning och systematik
Värnfåglarna består av tre arter fördelade på två släkten:
- Hornvärnfågel (Anhima cornuta)
- Tofsvärnfågel (Chauna torquata)
- Svarthalsad värnfågel (Chauna chavaria)

De tre arterna förekommer bara i Sydamerika med en utbredning som sträcker sig från Venezuela till norra Argentina.

## Utseende
Värnfåglar är stora och kraftiga fåglar med litet dunigt huvud, långa ben och stora fötter som delvis är försedda med simhud. Näbben skiljer sig från den hos andra fåglar inom ordningen då den är liten och påminner mer om en hönsfågelnäbb. De har kraftiga horntaggar på vingknogarna som de använder när de slåss om revir eller försvarar sina ungar mot rovdjur. Dessa klor kan gå av vid en sådan strid och de återbildas regelbundet. Till skillnad från änderna genomgår de en partiell ruggning vilket gör att de är flygdugliga året om.

## Ekologi
Värnfåglar lever i öppna gräsiga biotoper i träsk och våtmarker och livnär sig på vattenväxter som de sliter loss med näbben. 

### Häckning
De placerar sitt bo på marken där de lägger mellan två och sju vita ägg, men fyra eller fem är vanligast. Ungarna kan direkt efter att de är kläckta springa runt precis som merparten av arterna inom ordningen Anseriformes. Ungarna är bättre på att simma än springa så de föds ofta upp i närheten av vatten för att lättare undvika predation. Vuxna fåglar simmar dock mycket sällan.

## Namn
Värnfåglarnas mycket kraftiga läten ligger bakom deras engelska trivialnamn "screamers".